# Cercanías delle Asturie
Le Cercanías delle Asturie (in spagnolo Cercanías Asturias) sono il servizio ferroviario suburbano (Cercanías) che serve la regione spagnola delle Asturie.

## Rete
La rete si compone di 3 linee:
- C-1 Gijón - Oviedo - Puente de los Fierros
- C-2 Oviedo - El Entrego
- C-3 Llamaquique / Oviedo - San Juan de Nieva